# Lilagrijze vezelkop
De lilagrijze vezelkop (Inocybe griseolilacina) is een schimmel behorend tot de familie Inocybaceae. Hij vormt ectomycorrhiza, doorgaans met eik (Quercus) in bossen op kalkrijk zand, leem of klei.

## Taxonomie
Het werd in 1917 wetenschappelijk beschreven door de Deense mycoloog Jakob Emanuel Lange.

## Kenmerken

### Uiterlijke kenmerken
Hoed
De hoed heeft een diameter van 2-3,5 cm. De vorm is klokvormig-convex met een kleine en stompe umbo, soms zonder umbo, met resten aan de hoed. Het hoedoppervlak is lichtgrijs met een lichte paarse tint of lichte oker, uniform, droog, vezelig en suède-achtig, aan de bovenkant licht geschubd.
Lamellen
De lamellen staan dicht bij elkaar, witachtig met oker- en paarse tinten.
Steel
De steel is 3-6 cm lang, 0,3-0,5 cm dik, cilindrisch, zonder bol aan de basis. Het oppervlak is licht draadvormig, lichtgrijs met een paarse tint; bij oudere vruchtlichamen kan het paars zijn.
Geur en smaak
Het vlees is vuil geelachtig, met een paarse tint in de steel. Onduidelijke smaak, aardse geur.

### Microscopische kenmkerken
De sporen zijn amandelvormig en meten 8–10,5 × 5–6 µm bij 8-10 µm. De basidia zijn 30 × 9 µm. De cystidia zijn spoelvormig, slank, vaak zonder kristallen, dunwandig, niet vergelend onder invloed van ammoniumhydroxide en meten 60–75 × 13–18 µm.

## Ecolologie
Het is een ectomycorrhiza-soort die groeit in combinatie met een breed scala aan verschillende boomsoorten, afhankelijk van de locatie, waaronder naaldbomen in Californië, espen in Montana en loofhout in Europa. 

## Verspreiding
Er is melding gemaakt van het voorkomen van de lilagrijze vezelkop in Europa, Noord-Amerika en Japan.
In Nederland komt de lilagrijze vezelkop komt vrij zeldzaam.

## Eetbaarheid
De lilagrijze vezelkop is oneetbaar. 